# O Jesus, jag längtar bli fullkomligt ren
O Jesus, jag längtar bli fullkomligt ren är en sång med text skriven före 1872 av James Nicholson och musik från 1872 av William Gustavos Fischer. 1875 översattes sången till svenska av Erik Nyström och 1893 bearbetades den av Erik Leidzén sr.

## Publicerad i
- Musik till Frälsningsarméns sångbok 1907 som nr 174.
- Frälsningsarméns sångbok 1929 som nr 210 under rubriken "Helgelse - Överlåtelse och invigning".
- Frälsningsarméns sångbok 1968 som nr 209 under rubriken "Helgelse".
- Frälsningsarméns sångbok 1990 som nr 439  under rubriken "Helgelse".